# Kirgizistan vid världsmästerskapen i simsport 2024
Kirgizistan tävlade vid världsmästerskapen i simsport 2024 i Doha i Qatar mellan den 2 och 18 februari 2024. Kirgizistan hade en trupp på två idrottare, en av vardera kön.

## Tävlande per sport
Följande är en lista över antalet tävlande per sport.
| Sport   | Herrar | Damer | Totalt |
| ------- | ------ | ----- | ------ |
| Simning | 1      | 1     | 2      |
| Totalt  | 1      | 1     | 2      |

## Simning
Herrar
| Idrottare       | Gren           | Heat    | Heat      | Semifinal | Semifinal | Final            | Final            |
| Idrottare       | Gren           | Tid     | Placering | Tid       | Placering | Tid              | Placering        |
| --------------- | -------------- | ------- | --------- | --------- | --------- | ---------------- | ---------------- |
| Denis Petrashov | 50 m bröstsim  | 27,10   | 9 Q       | 27,20     | 13        | Gick inte vidare | Gick inte vidare |
| Denis Petrashov | 100 m bröstsim | 1.00,47 | 16 Q      | 59,82     | 13        | Gick inte vidare | Gick inte vidare |
| Denis Petrashov | 200 m bröstsim | 2.12,23 | 12 Q      | 2.10,81   | 10        | Gick inte vidare | Gick inte vidare |

Damer
| Idrottare             | Gren          | Heat    | Heat      | Semifinal        | Semifinal        | Final            | Final            |
| Idrottare             | Gren          | Tid     | Placering | Tid              | Placering        | Tid              | Placering        |
| --------------------- | ------------- | ------- | --------- | ---------------- | ---------------- | ---------------- | ---------------- |
| Elizaveta Pecherskikh | 50 m frisim   | 27,00   | 54        | Gick inte vidare | Gick inte vidare | Gick inte vidare | Gick inte vidare |
| Elizaveta Pecherskikh | 100 m ryggsim | 1.05,68 | 44        | Gick inte vidare | Gick inte vidare | Gick inte vidare | Gick inte vidare |